# Flachstauchversuch

Probe zwischen den Werkzeugen

Der Flachstauchversuch dient als Verfahren der Werkstoffprüfung der Ermittlung von Werkstoffeigenschaften. Der Flachstauchversuch ist eine Form des Druckversuchs. Primäres Ergebnis des Versuchs ist die Fließkurve, aus der weitere Parameter abgeleitet werden können, wie etwa Parameter von Verfestigungsmodellen.
Im Versuch wird eine flache Probe der Länge a und Höhe h0 zwischen zwei parallelen Werkzeugen gestaucht. Dabei wird die benötigte Presskraft F und die zugehörige Probenhöhe h ermittelt. Aus der Anwendung des dritten Newtonschen Axioms lässt sich das Kräftegleichgewicht zwischen der durch die Prüfmaschine erzeugten Kraft und der vom Werkstoff entgegengebrachten gleich großen Kraft {\displaystyle k_{f}\cdot A} formulieren:
{\displaystyle F=k_{f}\cdot A=k_{f}\cdot a\cdot b}
und nach der Fließspannung kf auflösen:
{\displaystyle \Leftrightarrow k_{f}={\frac {F}{A}}={\frac {F}{a\cdot b}}.}
Die so ermittelte Fließspannung wird in der Fließkurve dem Vergleichsumformgrad
{\displaystyle \varphi =ln{\frac {h}{h_{0}}}}
zugeordnet.
Eine ebene Formänderung ist gegeben, wenn die Werkzeugbreite b klein ist gegenüber der Probenlänge a. Überschätzungen der gemessenen Kräfte durch die nicht umgeformten Probenteile können durch Abrunden der Werkzeuge vermindert werden.
Mit dem Flachstauchversuch lassen sich große Umformgeschwindigkeiten und Vergleichsformänderungen erzielen.
Eine weitere Variante des Stauchversuch ist der Zylinderstauchversuch.